# 279226 Demisroussos
279226 Demisroussos este o planetă minoră (asteroid), cu un diametru de 3,111 km, din centura de asteroizi. A fost descoperită pe 24 octombrie 2009 la Spețialnaia astrofiziceskaia observatoria RAN⁠(d) de Timoer Valerievitsj Krjatsjko⁠(d). 
Obiectul prezintă o orbită caracterizată de o semiaxă mare de 2,9772782439768 UAi, o excentricitate de 0,13, o înclinație de 6,1 ° în raport cu ecliptica.